# Shona Thorburn
Pour les articles homonymes, voir Thorburn.
Shona Thorburn, née le 7 août 1982 à Oxford (Grande-Bretagne), est une joueuse canadienne de basket-ball. Elle dispose également de la nationalité anglaise.

## Biographie
Dans sa jeunesse, elle vit en Angleterre, en Australie, au Japon puis au Canada et aux États-Unis.
Redshirt la première année, elle passe cinq années aux Utes de l'Utah. Elle est draftée en septième choix de la draft WNBA 2006 par les Lynx du Minnesota, mais ne perce pas en WNBA. En 2 matches, elle n'inscrit que 16 points. Puis, l'année suivante, elle inscrit deux points en deux rencontres avec le Storm de Seattle. 
Elle joue ensuite en Europe, principalement en Espagne. En 2008-2009, elle joue l'Eurocoupe d'abord pour les espagnoles de CB San José puis avec les israéliennes de Bnot Hasharon. En 2012-2013, elle effectue sa première saison en France, dans la même formation que son équipière en équipe nationale Lizanne Murphy. En octobre 2013, elle signe le même jour que sa compatriote Miranda Ayim pour un autre club français, Toulouse, où elle remplace l'ailière serbe Adrijana Knezevic remerciée. Remplacée la saison suivante à Toulouse par Olivia Époupa, elle est appelée par Saint-Amand à la suite de la blessure du premier match de la saison de Carine Paul. Selon le président du club, « Elle n’était pas dans nos tarifs avant, mais après le mondial, elle a baissé son prix. C’est le type de joueuse qu’il nous faut. Elle sait organiser, elle peut marquer. Elle est au point physiquement et elle connaît le championnat. Et en plus, elle avait vraiment envie de revenir en France et c’est une bosseuse. » Rita Rasheed libérée par son le club après la sixième journée de championnat, Shona Thorburn est prolongée pour la remplacer après le retour de blessure de Carine Paul. Elle est de nouveau joker médical, mais cette fois à Nantes pour suppléer Isis Arrondo à partir de février 2015. Le club lui renouvelle sa confiance pour la saison suivante.
Après une dernière saison de joueuse en 2018-2019 avec Mondeville, elle prend sa retraite sportive et rejoint Basket Landes comme entraîneuse adjointe.

## Équipe nationale
Elle entre dans l'équipe nationale en 2002. À l'été 2012, elle dispute les Jeux olympiques avec l'Équipe du Canada de basket-ball féminin, battue en quarts de finale par les Américaines. 
Au championnat du monde 2014, elle mène le Canada jusqu'aux quarts de finale, le Canada se classant finalement cinquième.
Le Canada dispute et remporte les Jeux panaméricains de 2015 organisés à Toronto avec 5 victoires pour aucun revers, puis remporte également l'or au Championnat des Amériques en août 2015 en disposant de Cuba en finale, ce qui qualifie directement l'équipe pour les Jeux olympiques de Rio.

## Clubs
| Saisons   | Équipe                     | Pays       |
| 2001-2006 | Utah (NCAA)                | États-Unis |
| 2006      | Lynx du Minnesota (WNBA)   | États-Unis |
| 2006      | Storm de Seattle (WNBA)    | États-Unis |
| 2007-2008 | CB Puig d'en Valls         | Espagne    |
| 2008-2009 | CB San José                | Espagne    |
| 2008-2009 | Bnot Hasharon Herzliya     | Israël     |
| 2009-2010 | CB Olesa Espanyol          | Espagne    |
| 2010-2011 | CB Puig d'en Valls         | Espagne    |
| 2011-2012 | Girona                     | Espagne    |
| 2012-2013 | Pays d'Aix Basket 13       | France     |
| 2013-2014 | Toulouse Métropole Basket  | France     |
| 2014-2014 | Saint-Amand Hainaut Basket | France     |
| 2015-2018 | Nantes Rezé Basket         | France     |
| 2018-2019 | USO Mondeville             | France     |

## Palmarès

### Joueuse
- 1re du championnat des Amériques 2015[12]
- 1re des Jeux panaméricains de 2015[11]

### Entraîneuse
- Championne de France 2021[13].
- Vainqueur de la Coupe de France : 2022[14], 2023[15]